# Tatuażysta z Auschwitz (powieść)
Tatuażysta z Auschwitz (The Tattooist of Auschwitz) – nowozelandzka powieść autorstwa Heather Morris. Swoją premierę miała 27 stycznia 2018 nakładem wydawnictwa Harper. Polska wersja ukazała się 18 kwietnia 2018, nakładem wydawnictwa Marginesy w tłumaczeniu Katarzyny Gucio.  Powieść znalazła się na liście bestsellerów New York Timesa, utrzymując się na niej przez trzy tygodnie. Zdobyła także tytuł Bestsellera Empiku 2018 w kategorii literatura zagraniczna oraz tytuł Książki Roku według portalu Lubimy Czytać w kategorii literatura historyczna, zdobywając 3983 głosy. Powieść opowiada historię mężczyzny o imieniu Lale Sokołow, który trafia do Auschwitz, gdzie pracuje jako tatuażysta więźniów.

## Kontrowersje
Książka Heather Morris spotkała się z krytyką na gruncie zgodności fabuły  z prawdą historyczną. Podważono m.in. wysoki numer obozowy Gity Furman, opisany w utworze przykład eksperymentów Josefa Mengelego, dostarczenie penicyliny do obozu, przyprowadzenie tytułowego bohatera do komory gazowej przez Stefana Baretzkiego w celu zidentyfikowania zwłok zagazowanego więźnia, rzekomą długotrwałą relację seksualną Johanna Schwarzhubera z żydowską więźniarką oraz inne szczegóły z realiów funkcjonowania obozu w  Auschwitz i rozbieżności opowieści Lalego Sokołowa z historią Ludwiga (Ludowita) Eisenberga zawartą w obozowych dokumentach. Wanda Witek-Malicka z Centrum Badań Muzeum Auschwitz uznała, że książka, wbrew pozorom, oparta jest luźno na biografii autentycznej postaci, stanowi pozbawioną wartości dokumentalnej impresję na temat życia obozowego, i z uwagi na liczbę błędów merytorycznych nie może być rekomendowana jako wartościowa pozycja dla osób chcących poznać i zrozumieć dzieje KL Auschwitz. 